# 투피어족
투피어족(영어: Tupian languages)은 남아메리카에서 쓰이는 약 70개 언어가 속하는 어족이다. 이 가운데 잘 알려진 것이 투피족의 고대 투피어와 과라니족의 과라니어이다.

## 발생지
로드리게스(Rodrigues 2007)는 투피어족의 조어가 마데이라강 분지에서 과포레강과 아리푸아나 사이 어딘가에서 발생했을 것으로 간주한다. 이 지역 대부분이 현대의 브라질 혼도니아주와 일치한다. 투피어족의 10개 어파 중 5개가 이 지역에 분포하며 일부 투피·과라니어파 언어(특히 카와히브어)도 그러하다. 로드리게스는 투피조어가 지금으로부터 약 5,000년 전으로 거슬러 올라간다고 본다.

## 분류
Rodrigues & Cabral (2012)은 투피어족을 10개 어파로 나누며, 이는 크게 서투피 제어와 동투피 제어로 묶인다. 서투피 제어와 동투피 제어 내에서는 가장 이질적인 어파를 먼저 나열하고 핵심 어파를 뒤에 나열하였다.
- 서투피 제어
  - 아리켐어파 (2개 언어)
  - 투파리어파 (6개 언어)
  - 몬데어파 (6개 언어)
  - 푸루보라어
  - 라마라마어파 (혼도니아) (2개 언어)
- 동투피 제어
  - 유루나어파 (3개 언어)
  - 문두루쿠어파 (2개 언어)
  - 마웨어
  - 아웨티어
  - 투피·과라니어파 (50여 개 언어: 고대 투피어 (사멸), 과라니어 (화자 수 500만 명) 등등.)

어떤 연구자는 마웨어, 아웨티어, 투피과라니어파를 이른바 마웨티·과라니어파라는 하나의 분기군으로 묶는다. 푸루보라어와 라마라마어파는 하나의 분기군을 이룰 가능성이 있다.

## 참고 문헌
- Rodrigues, Aryon Dall'Igna (2007). "As consoantes do Proto-Tupí". In Ana Suelly Arruda Câmara Cabral, Aryon Dall'Igna Rodrigues (eds). Linguas e culturas Tupi, p. 167-203. Campinas: Curt Nimuendaju; Brasília: LALI.

## 같이 보기
- 고대 투피어